# Station Orthen
Orthen (Orn) is een voormalige stopplaats aan de Brabantse Lijn tussen Tilburg en Nijmegen, nabij de wijk Orthen van 's-Hertogenbosch.
De stopplaats werd geopend op 4 juni 1881 en is op een onbekend moment in het verleden gesloten.